# Twin Towers II
Les Twin Towers II (également connues sous le nom de Twin Towers 2, New Twin Towers, Trump Twin Towers, et World Trade Center Phoenix étaient une proposition de nouveau complexe d'immeubles d'affaires situé au sein du site du World Trade Center, dans le quartier de Lower Manhattan, à New York, aux États-Unis.
Le complexe proposé aurait remplacé les anciennes tours jumelles du World Trade Center détruites lors des attentats du 11 septembre, rétablissant la skyline de Downtown Manhattan dans son état originel. Achevé, le complexe aurait alors comporté des nouvelles tours jumelles identiques à celles conçues par l’architecte Minoru Yamasaki  à quelques exceptions près : elles auraient disposé de 115 étages, soit 5 étages de plus que les tours originales. À côté des immeubles, un mémorial aurait mis en surbrillance les empreintes des anciennes tours. Le nouveau site aurait également disposé de trois immeubles auxiliaires de 12 étages, se substituant aux tours 3, 4 et 5 World Trade Center. Le complexe fut conçu et développé par l'architecte américain Herbert Belton, l'ingénieur américain Kenneth Gardner, et parrainé par l'homme d'affaires américain le 45e et 47e président des États-Unis, Donald J. Trump,.

## Histoire

### Contexte (2001-2003)
Après les attentats du 11 septembre 2001, plusieurs idées de reconstruction des tours jumelles furent dévoilées dans les médias ainsi que sur Internet. Alors que la Lower Manhattan Development Corporation (LMDC) avait décidé organiser un concours dès 2002 en faveur de la restauration de l'horizon de Manhattan, sept cabinets d'architecture participèrent au concours. Sur les sept cabinets, quatre proposèrent la construction de tours jumelles, pas forcément identiques à la conception originale de Minoru Yamasaki. Après la sélection du projet de Daniel Libeskind par la Lower Manhattan Development Corporation en 2003, l’ensemble des projets comprenant des tours jumelles furent définitivement rejetés. Le projet des Twin Towers II devait originellement être inscrit au Concours commémoratif du World Trade Center, mais l’organisation ne put achever à temps sa conception avant la clôture de la compétition.

### Genèse du projet (2004)

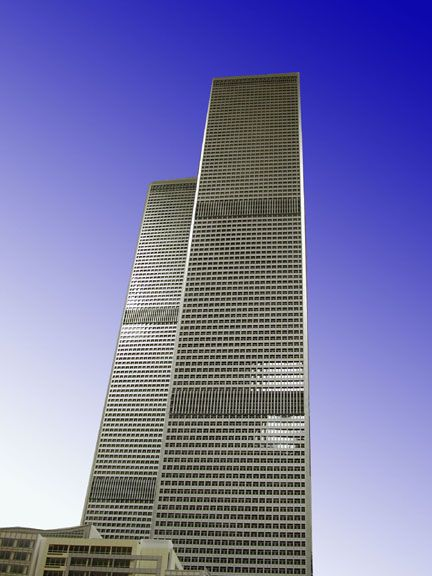
Concept des Twin Towers II proposé en 2007

La mise en place d’un nouveau projet de reconstruction des tours jumelles émergea dans les médias à partir de 2004, avec la création d’une organisation nommée Team Twin Towers, Inc., composée d'activistes, d’architectes, de designers, et d’autres personnalités. L'équipe fut d’abord dirigée par Randy Warner, et la conception fut menée par l'ingénieur Kenneth "Ken" Gardner et l'architecte Herbert Belton, ce dernier œuvra en faveur du World Trade Center original. Le porte-parole était Jonathan Hakala, qui avait été locataire au 77e étage de la tour nord originale.
Il était prévu originellement que le projet s’appelle Plan of the People et qu’il soit identique au dessin de Yamasaki.
Le nouveau design comportait une couverture en acier construite sur deux couches avec des colonnes plus lourdes que la construction originale, qui aurait, selon les dires de l’organisation, permit un meilleur support structurel, et qui aurait également requis des fenêtres de plus grandes dimensions en faveur d’un meilleur confort et d’une meilleure ignifugation.
Le mémorial aurait comporté deux structures de 5 étages qui auraient occupé les empreintes originales des tours jumelles, la base de l’ancienne tour sud étant constituée de colonnes d’origine, lourdement endommagées par les attentats, et la base de la tour nord, constituée de répliques des colonnes d’origine, à l’apparence intacte. Les noms des victimes auraient été gravés à même le granit.
Les tours jumelles, de 450 mètres de hauteur, auraient également disposé d’une grande antenne de 116 mètres de hauteur placée sur le toit de la tour nord à l’instar de la structure originale, ce qui aurait projeté sa hauteur totale à 566 m, éclipsant le Taipei 101 à Taïwan de 57 mètres, à l’époque le plus haut bâtiment du monde avec 509 mètres de hauteur. Les deux tours devaient comporter entre 112 et 115 étages, selon les sources.
Joanna Rose, porte-parole de la LMDC, qui coordonnait la reconstruction sur le site de Ground Zero, déclara que l'organisation avait toujours l'intention de continuer de travailler avec la tour de la Liberté proposée par Daniel Libeskind, occultant au passage les autres projets qui se prétendaient toujours en lice. Randy Warner, cofondateur de Team Twin Towers répondit que « Tant que nous n'avons toujours pas commencé à creuser un trou dans le sol, il y’aura toujours lieu de discuter »,. La première présentation officielle du modèle architectural des Twin Towers II fut organisée le 18 février 2004, lors d'une conférence de presse au Marriott Financial Center Hotel (maintenant le New York Marriott Downtown) à proximité du site du World Trade Center.

Le 27 février, le magnat de l'immobilier Donald Trump est reçu dans l’émission radiophonique Larry King Live de la chaîne CNN. Un intervenant extérieur demanda à Trump s’il était impliqué ou comptait être impliqué en faveur des « nouvelles tours jumelles. » Bien que Trump, originellement reçu pour faire la promotion de sa nouvelle émission The Apprentice n’était à ce moment pas encore officiellement impliqué au sein de la Team Twin Towers (il devint progressivement un important sponsor du projet plus tard dans l’année), il répondit en attaquant frontalement le projet de la tour de la Liberté de Childs-Libeskind : 

« Tout est entre les mains d'un homme nommé Larry Silverstein, qui est un de mes amis, un grand développeur à New York et une très bonne personne. Et je déteste le concept, et je ne pense pas que Larry aime le concept non plus. Cela lui a été imposé. C'est un bâtiment de 50 étages qu’on essaye de faire passer pour un bâtiment de 120 étages. C'est un véritable squelette. Et la dernière chose dont nous avons vraiment besoin à New York est un squelette représentant le World Trade Center. Je pense que ce n'est pas une conception appropriée pour le site. Je ne l’apprécie pas. Mais Larry est un bon développeur. Il va le construire, je pense. Et c'est difficile. Vous savez, cela dépend du marché. »

### Des difficultés à convaincre (2005-2007)
Dès 2005, avec le ralliement officiel et effectif de l’homme d'affaires Donald Trump au projet à la fin de l’année précédente, les différentes campagnes de promotion en faveur du projet augmentèrent et s’accélérèrent. Plusieurs facteurs expliquent le support croissant que le projet commençait à obtenir de la part du peuple : la montée des critiques contre le design de la tour de la Liberté, ainsi que la réémergence d'anciennes rumeurs accusations datant de 2002 et liant la sélection de l’architecte gagnant avec des potentielles pratiques de copinage exercées par l'ancien gouverneur de New York, George Pataki.
En mai 2005, Trump apparait sur l'émission Hardball with Chris Matthews diffusée sur la chaîne MSNBC pour discuter du plan Childs-Libeskind/Freedom Tower. Alors que Matthews questionne Trump pour savoir si un site vacant serait encore meilleur que le design choisi par la LMDC, ce dernier répond par l'affirmative, en critiquant au passage Daniel Libeskind, l'un des architectes principaux du bâtiment: « Il a été conçu par un architecte intello qui ne doit pas avoir beaucoup d'expérience pour avoir conçu quelque chose comme ça. Et c'est juste un mauvais design ». Trump précise qu'il « ne reproche même pas à l'architecte » et indique « qu’il n’y a pas beaucoup de rôle que je peux prendre (…) Ce que je souhaite voir, ce sont des tours du World Trade Center plus fortes et peut-être plus grandes. Et c'est ce que tout le monde veut voir »,.
Alors que le projet pensait gagner en crédibilité en raison du parrainage de Donald Trump, l'ancien président de l'arrondissement du Bronx, Fernando Ferrer, décida d’appuyer à son tour le projet de construction de nouvelles tours jumelles.
Le 18 mai 2005, Trump, accompagné de l’ingénieur Kenneth Gardner et de l’architecte Herbert Belton, tient une importante conférence de presse au sein de la Trump Tower pour aborder le sujet de Twin Towers II Il s’en prit de nouveau au design de la tour de la Liberté qui ressemble d’après lui « à un dépotoir, une série d'angles décomposés qui ne s'harmonisent pas. Et nous devrions vivre avec cela pendant plusieurs centaines d'années ? C'est le pire spécimen d’architecture que je n’ai jamais vu dans ma vie ».
Bien que Trump soutenait fortement le projet, il indiqua cependant qu’il respecterait quoi qu'il arrive la décision finale de Larry Silverstein, dont sa société Silverstein Properties demeure le titulaire du bail du site. « J'ai seulement le pouvoir de la persuasion », dit-il. Il termina son discours en déclarant : « Si nous reconstruisons le World Trade Center sous la forme d'un squelette, alors les terroristes gagnent » et que si des locataires ne pouvaient pas être trouvés pour le projet, qu’il était dès lors préférable de « construire un parc commémoratif à la place ».
Un concept final pour la tour de la Liberté fut officiellement dévoilé le 28 juin 2005. Afin de mieux répondre à la problématique de la sécurité qui fut naguère soulevée par le NYPD, une base concrète de 57 mètres de hauteur fut planifiée. La conception comprenait à l'origine des plans visant à revêtir la base avec des prismes en verre afin de répondre aux critiques clamant que le bâtiment aurait pu être peu attractif et que sa partie inférieure aurait pu ressembler à une espèce de « bunker de béton. »
La construction de la tour de la Liberté débuta officiellement en avril 2006, ce qui compromit sévèrement le projet Twin Towers II qui devait être construit sur le même site.

### Essoufflement du projet (2008-2009)
Des critiques émergèrent en 2008, originellement l’une des années initiales projetées pour la reconstruction totale du World Trade Center aux lendemains des attentats, alors que la reconstruction du site prenait bien plus de temps qu'initialement prévu.
Bien que les fondations de la tour de la Liberté (rapidement renommée One World Trade Center) et des autres structures annexes étaient en passe d’être achevées, des voix, comme celles de Ken Gardner, ingénieur du projet, appelait encore à l’interruption pure et simple du projet choisi par la Port Autorithy, et à la construction des Twin Towers II.

### Abandon du projet (de facto)

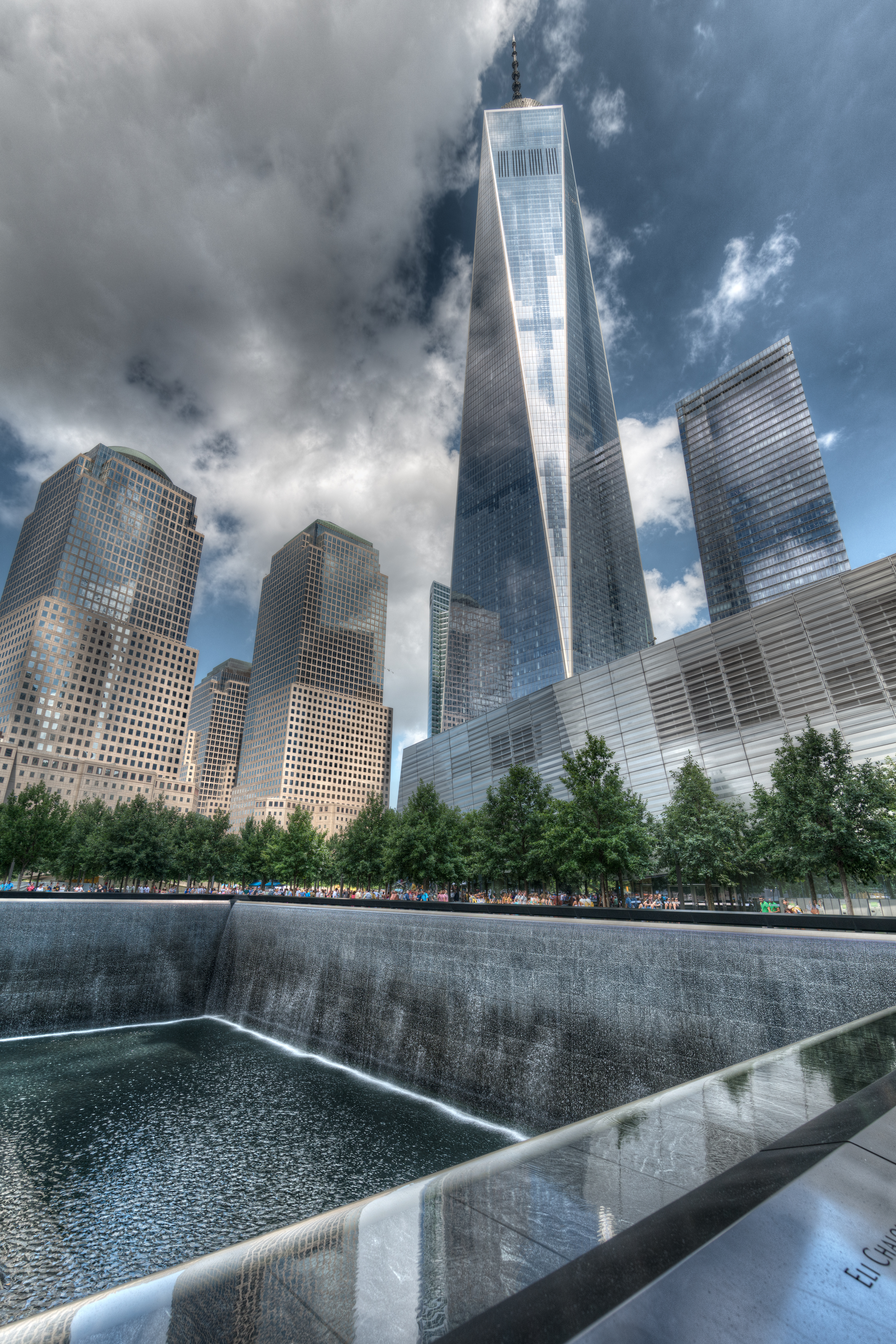
Vue du One World Trade Center ainsi que du mémorial en août 2015

Le projet disparut dans les méandres de l’histoire alors que les chantiers du One World Trade Center, de la Four World Trade Center et le Mémorial du 11-Septembre, projets parallèles ayant été définitivement choisis par la Port Authority of New York and New Jersey, commençaient à se concrétiser davantage.
En juin 2015, alors que la plupart des édifices du complexe étaient désormais achevés, Bjarke Ingels, qui venait d’être sélectionné comme architecte pour le nouveau design du Two World Trade Center à la place de Norman Foster, déclara que s’il avait eu la liberté de le faire, il aurait très certainement reconstruit le World Trade Center à l’identique. D’après lui, « Elles étaient une composante centrale de l'identité de Manhattan. Lorsque vous regardez Tony Soprano sortir du Holland Tunnel, il pouvait voir les tours directement dans son rétroviseur. Elles paraissaient si fortes »,.